# Магистрат
Магистрат (лат. magistratus), у Римској републици, био је изабрани или именовани функционер. Редовни магистрати су били квестори, едили, претори и конзули, као и цензори.
У доба Царства многе магистратуре су вршили римски цареви.

## Историја
У доба Римског краљевства једини и врховни магистрат је био римски краљ. Био је носилац законодавне, извршне и судске власти, врховни свештеник и командант војске. Након краљеве смрти власт је привремено прелазила на римски сенат који је бирао интерекса (лат. interrex) са задатком да спроведе избор новог краља.
Успоставом Републике заживио је систем подјеле власти. Године 509. п. н. е. на чело државе и извршне власти су дошла два конзула која су се бирала сваке године. Бирао их је римски народ. Поред њих, римске скупштине су бирале и више претора, едила и квестора сваке године. У ред највиших магистрата су се убрајали конзули и претори и они су имали тзв. империјум (лат. imperium). Сви магистрати су имали право вета којим су могли оспорити сваки чин себи равног или нижег магистрата. Такође, право вета према свим магистратима су имали народни трибуни које су бирали само плебејци (не и патрицији).
Када је Републику замијенило Царство, равнотежа се поново помјерила у корист извршне власти чији је носилац био римски цар. Од тада, Сенат је могао бирати новог цара, али је одлуке о томе обично доносила војска. Власт цара — империјум (лат. Imperium) састојала се од тзв. трибунских и проконзулских овлашћења. Трибунска овлашћења, која су одговарала народним трибунима из доба Републике, цару су давала власт над римским цивилним пословима, а проконзулска власт, слична проконзулу, цару су давала власт над римском војском. Те разлике су биле колико-толико јасне у првим годинама и деценијама Царства, да би се касније скроз изгубиле. Традиционални магистрати који су преживели слом Републике били су конзул, претор, народни трибун, едил, квестор и војни трибун. Марко Антоније је као конзул 44. године п. н. е. укинуо функције диктатора и команданта коњице, а недуго затим су укинуте функције интеррекса и цензора.

## Магистратуре
Римске магистратуре су биле редовне (изборне) и ванредне (именоване).
Редовне магистрате су бирале римске скупштине (лат. comitia) на мандат од једну годину. Постојали су квестори, едили, претори и конзули (као и цензори са специфичним мандатом и овлашћењима).
Ванредни магистрати су се именовали у нарочитим околностима по државу и преузимали су власт од редовних магистрата, али им је мандат био краћи од годину дана. Постојао је интерекс, командант коњице и диктатор (а некада и децемвири, војни трибуни и тријумвири).